# SymphonyOS
SymphonyOS, ex Symphony OS, también conocido como SymphonyOne y Symphony Linux, fue una Distribución Linux creada por Ryan Quinn y Jason Spisak que incluía el entorno de escritorio llamado Mezzo.
El primer lanzamiento de Symphony se basó en Knoppix.
Desde su lanzamiento de mayo de 2006, cambió su base a Debian inestable, ofreciendo un instalador funcional. Para el próximo lanzamiento, Symphony OS 2007, estuvo basado en Ubuntu 7.04.
Symphony también incluía su propio navegador web estilo Firefox, llamado Orchestra.
Symphony OS utilizó un sistema de paquetes que utilizaba el formato *.sym; a través de una simple interfaz gráfica un usuario podía instalar cualquier aplicación de la biblioteca de Symphony sin caer en las típicas situaciones de "dependencias incumplidas" de paquetes de software. Debido a que Symphony estaba basado en la terminología de Ubuntu, y por ende, en Debian, también soportaba formatos .deb.
La última versión del sistema operativo, la 15.0 beta, fue lanzada en 2015. El desarrollador anunció en 2019 que el proyecto había detenido su desarrollo regular hacía varios años, y que no había nuevas versiones en vista.

## Orchestra
Orchestra se encuentra en proceso de desarrollo rápido de aplicaciones, el cual está siendo escrito para estar en Symphony OS. Permite a los programas compuestos por HTML y CGI estilo Perl, funcionar en un entorno gráfico de usuario (GUI) local de aplicaciones.
Orchestra está compuesto de dos partes principales: una ligera, para un usuario local y servidores HTTP, escrita en Perl, y otro dispuesta para el motor de renderizado Mozilla. Como este último se utiliza como la base para el rendimiento de Orchestra, las aplicaciones pueden utilizar las siguientes tecnologías:
- HTML plano
- JavaScript
- Perl y CGI
- Java applets (usando plugins)
- Macromedia Flash
- Reproductores de multimedia
- Interfaces XUL

## Mezzo
Mezzo es el entorno de escritorio creado por Ryan Quinn, basado en diseños de Jason Spisak. Agregado a Symphony OS, su objetivo es lograr una nueva forma de presentar datos al usuario. Mezzo toma conceptos estándar como El escritorio es una carpeta y sistemas de menús anidados y, en su lugar, presenta toda la información necesaria directamente al usuario a través del escritorio principal y cuatro áreas para tareas y archivos relacionados con el sistema, programas, archivos y papelera de reciclaje. Los desarrolladores afirman que esto hace que el trabajo sea más fácil de usar. Un nuevo entorno de escritorio llamado Conductor fue anunciado en 2012.

## Galería

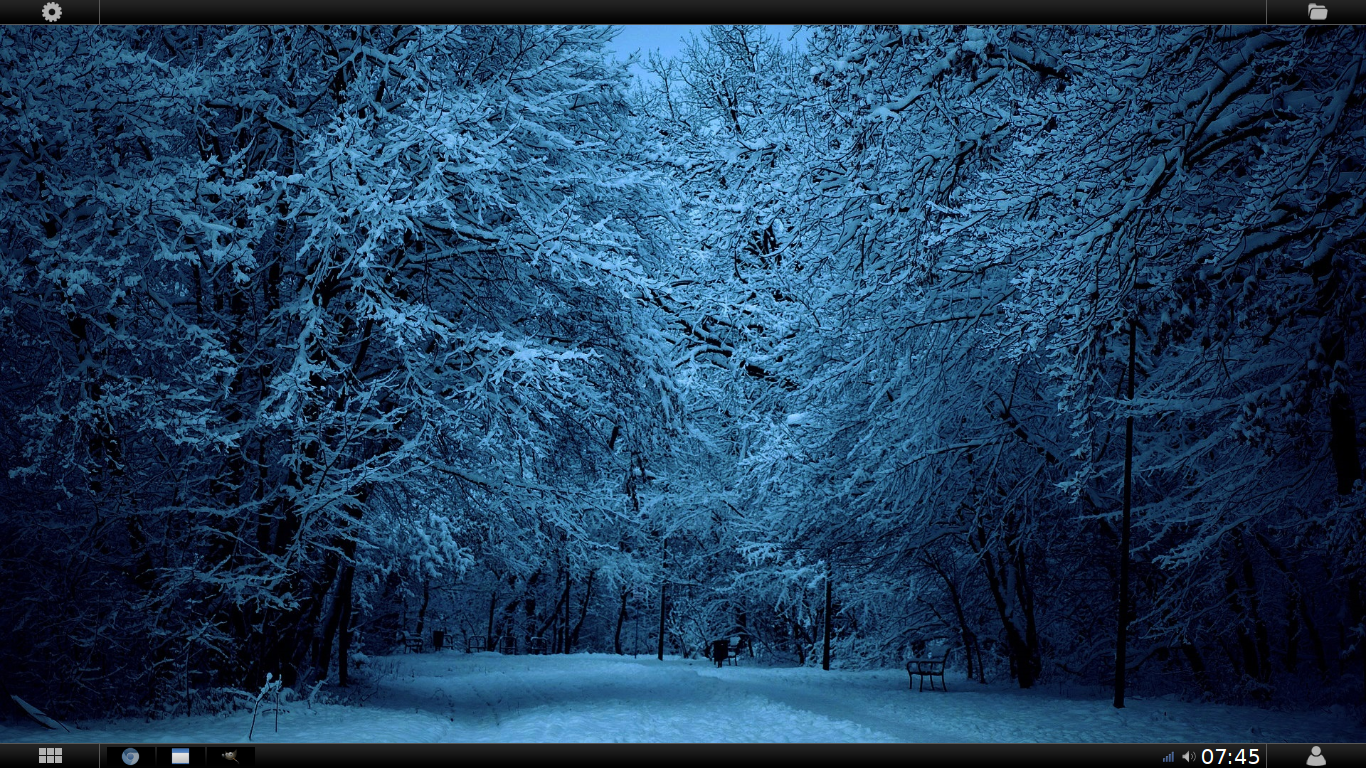
Captura de pantalla de SymphonyOS 14.0.
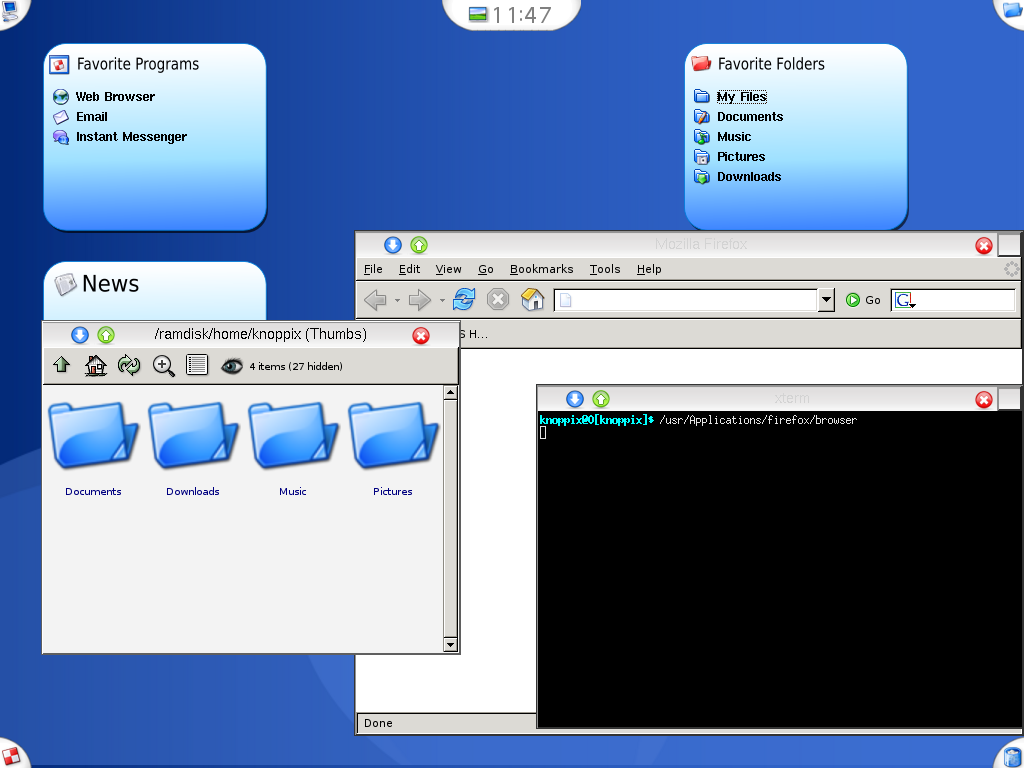
Mezzo Desktop en acción en SymphonyOS